# Air Ceylon

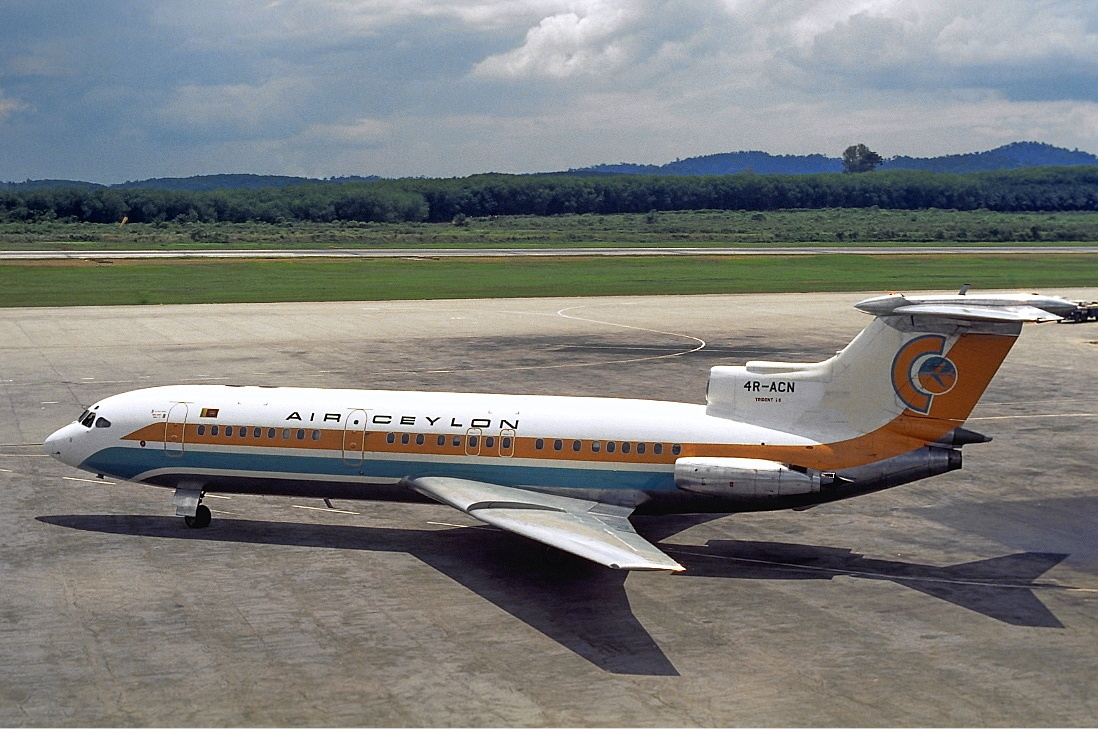
Een Air Ceylon Hawker Siddeley Trident op Subang Airport in 1978.

Air Ceylon was de voormalige nationale luchtvaartmaatschappij van het vroegere Ceylon (nu Sri Lanka). Het bedrijf werd opgericht als overheidsbedrijf in 1947. Tot 1967 was de thuishaven Ratmalana Airport, nadien Bandaranaike International Airport. De maatschappij bediende in 1979 met een vloot van 2 toestellen 24 bestemmingen. Op dat moment waren de Europese bestemmingen al een jaar niet meer bediend. Het bedrijf legde de boeken neer op 31 augustus 1979. De huidige nationale maatschappij van het land is SriLankan Airlines, gestart als Air Lanka.